# Vlag van Manche

Vlag van Manche

De vlag van Manche is de niet-officiële vlag van het Franse departement Manche. Net als de meeste andere departementen van Frankrijk heeft Manche geen officiële vlag, maar wordt de hier rechts afgebeelde vlag op niet-officiële wijze gebruikt. De vlag is afgeleid van het wapen van dit departement.
De vlag is horizontaal blauw-rood gedeeld door een golvende lijn, met twee gouden luipaarden, met blauwe tongen en klauwen, de ene boven de andere, over alles heen.
Het ontwerp verwijst naar de zee voor (Het Kanaal) en de westkust van het departement met de twee luipaarden van de vlag van Normandië. De vlag is geïnspireerd op het ontwerp van het wapen dat in 1950 is voorgesteld door Robert Louis.
Naast deze vlag is er een logovlag in gebruik.

Vlag van Normandië
Logovlag